# Königliches Kurhaus

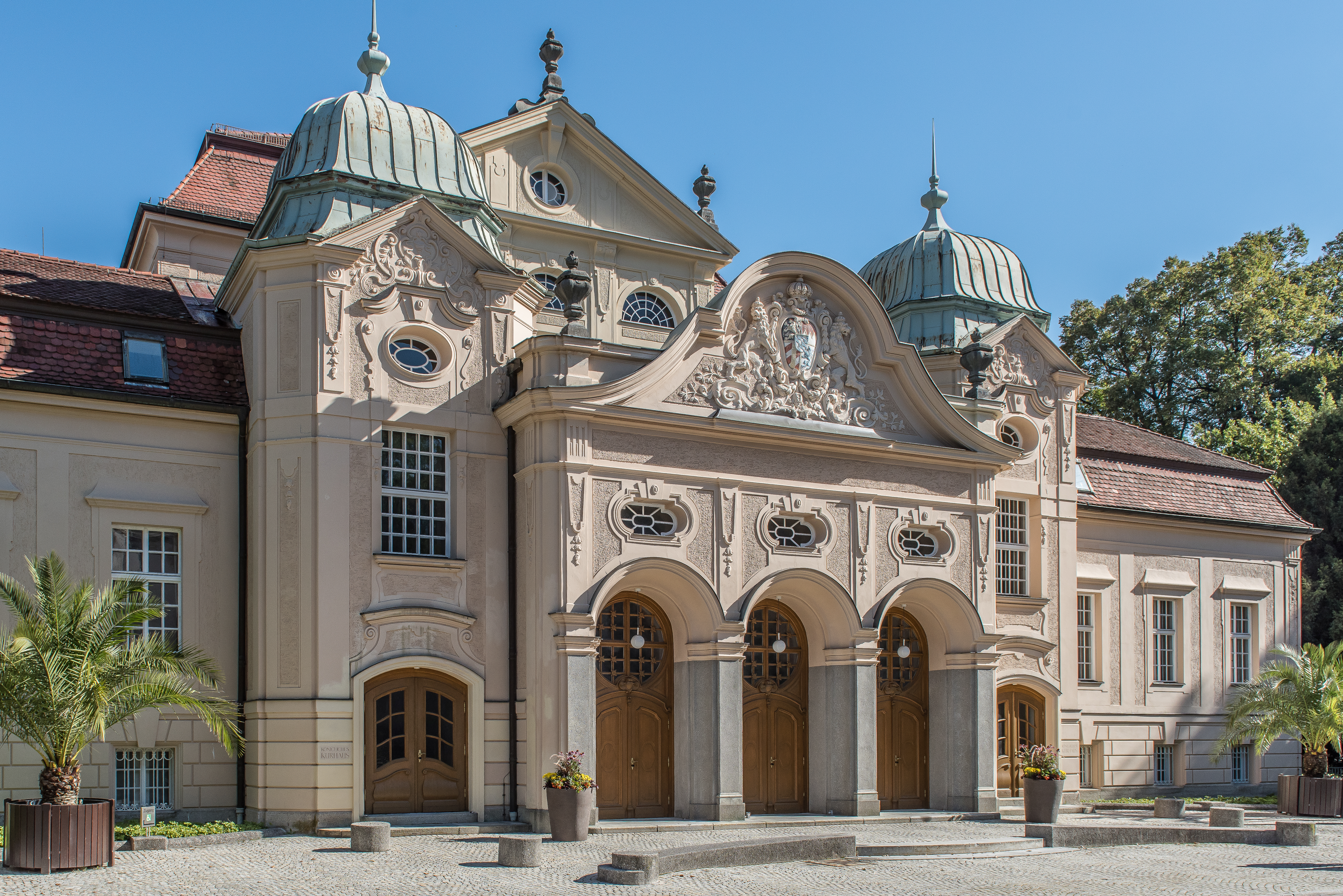
Haupteingang

Das Königliche Kurhaus (auch: Altes Kurhaus) ist ein denkmalgeschütztes Kurhaus in Bad Reichenhall, das nach Plänen von Max Littmann 1900 fertiggestellt wurde.

## Vorgeschichte
Nach dem Stadtbrand von 1834, bei dem ungefähr drei Viertel der Stadt vernichtet wurden, kam es zu einem großzügigen Wiederaufbau Reichenhalls. Die Solequellen waren nun, neben der Salzgewinnung, in der Alten Saline, auch Basis für einen Kurbetrieb.

## Errichtung

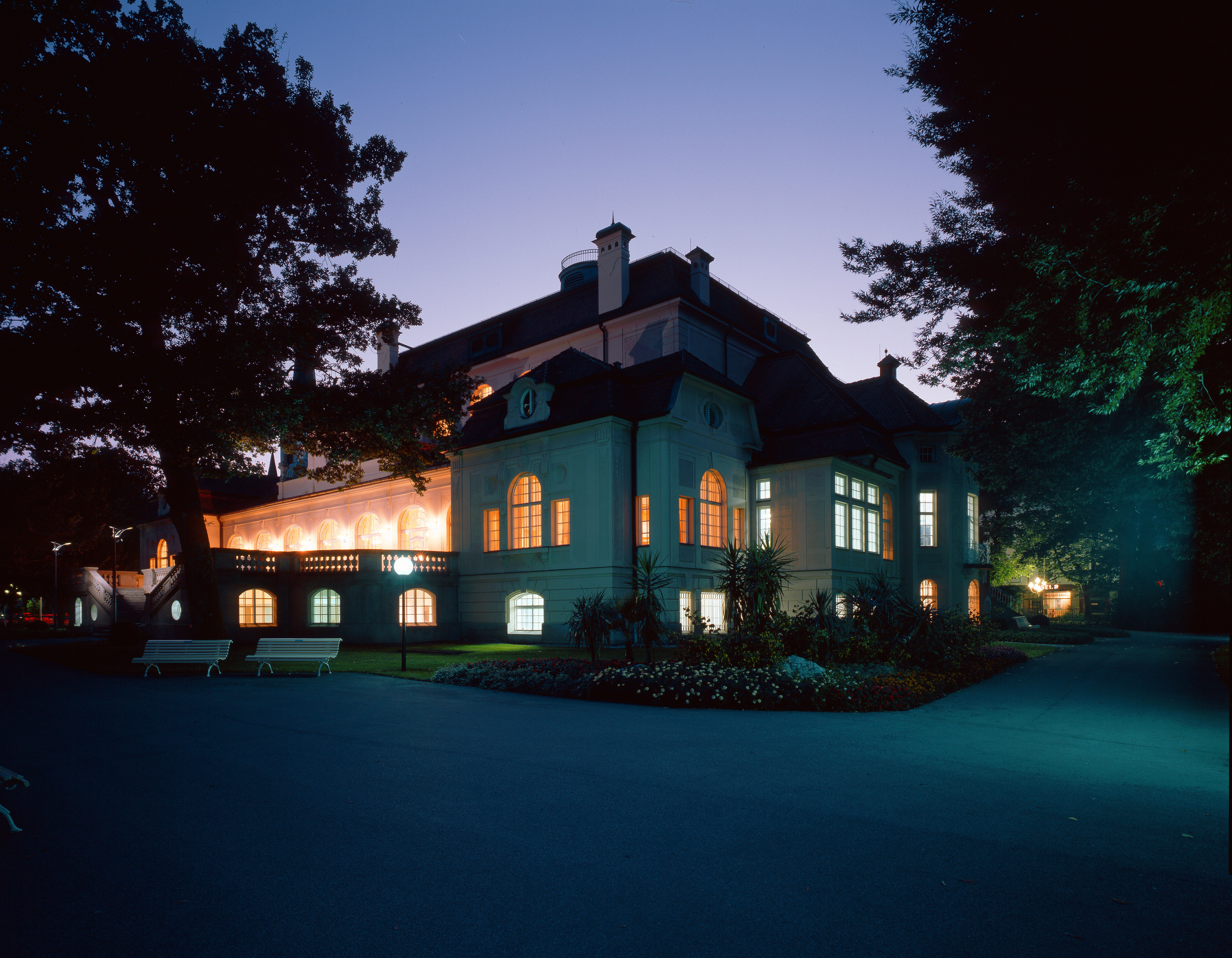
Abendliche Ansicht vom Kurgarten aus

Der königlich bayerische Finanzminister Emil von Riedel bewilligte die Finanzmittel für das Kurhaus. Aus Dankbarkeit erhielt er die Ehrenbürgerwürde von Bad Reichenhall und die Straße am Krankenhaus wurde nach Riedelstraße benannt. Die Planung des Königlichen Kurhauses erfolgte durch den Architekten Max Littmann. Nach der Baugenehmigung 1898/99 wurde es von Littmanns Schwiegervater Jakob Heilmann von 1899 bis 1900 errichtet.

## Nutzung
Mit der Inbetriebnahme des Kurgastzentrums wurden verschiedene Nutzungen vom Königlichen Kurhaus in das neue Kurgastzentrum verlagert, so das Spielkasino.
Das Königliche Kurhaus wird heute unter anderem als Tagungszentrum genutzt. Es verfügt über fünf Veranstaltungsräume die je nach Raum und Bestuhlung zwischen 20 und 600 Personen Platz bieten.